# Acacia startii
Acacia startii är en ärtväxtart som beskrevs av A.R.Chapm. och Bruce R. Maslin. Acacia startii ingår i släktet akacior, och familjen ärtväxter. Inga underarter finns listade i Catalogue of Life.